# Diocese de Southwell e Nottingham
A Diocese de Southwell e Nottingham (em latim: Dioecesis Southwellensis et Nottinghamensis, em inglês:  Diocese of Southwell and Nottingham) é uma diocese da Igreja da Inglaterra na Província de Iorque, chefiada pelo Bispo de Southwell e Nottingham. Ela abrange todo o condado inglês de Nottinghamshire e algumas paróquias em South Yorkshire. Faz fronteira com as dioceses de Derby, Leicester, Lincoln e Sheffield. A catedral, Southwell Minster, fica na cidade de Southwell, 15 milhas (24 km) ao norte de Nottingham.

## História
Até 2005, a diocese era chamada simplesmente de Southwell, mas em fevereiro o sínodo diocesano solicitou uma mudança de nome, que foi aprovada pelo Sínodo Geral da Igreja da Inglaterra em julho e pelo Conselho Privado em 15 de novembro de 2005.
O território atual da diocese era originalmente o Arquidiaconato de Nottingham na Diocese de Iorque, antes de ser transferido em 1837 para a Diocese de Lincoln (trocando assim da Província de Iorque para a Província da Cantuária). Em 5 de fevereiro de 1884, foi tirado de Lincoln e unido ao arquidiaconato de Derby (cobrindo, aproximadamente, Derbyshire), que foi tirado da Diocese de Lichfield. Os dois então formaram uma nova Diocese de Southwell, que cobria Nottinghamshire e Derbyshire. A Diocese de Derby se separou em 7 de julho de 1927; Southwell e Nottingham estão novamente na Província de Iorque (desde 25 de outubro de 1935, de acordo com a Medida de Transferência da Diocese de Southwell, 1935).

## Bispos
O bispo diocesano é Paul Williams, auxiliado por Andy Emerton, o bispo sufragâneo de Sherwood, cuja sé de Sherwood foi criada em 1965. A supervisão episcopal alternativa (para as poucas paróquias na diocese que não recebem o ministério de padres que são mulheres) é fornecida por um visitador episcopal provincial, o bispo sufragâneo de Beverley, Stephen Race. Ele é licenciado como bispo assistente honorário da diocese.
Hoje, a residência e o escritório do bispo, os escritórios diocesanos e a catedral permanecem em Southwell.